# Gichtgas

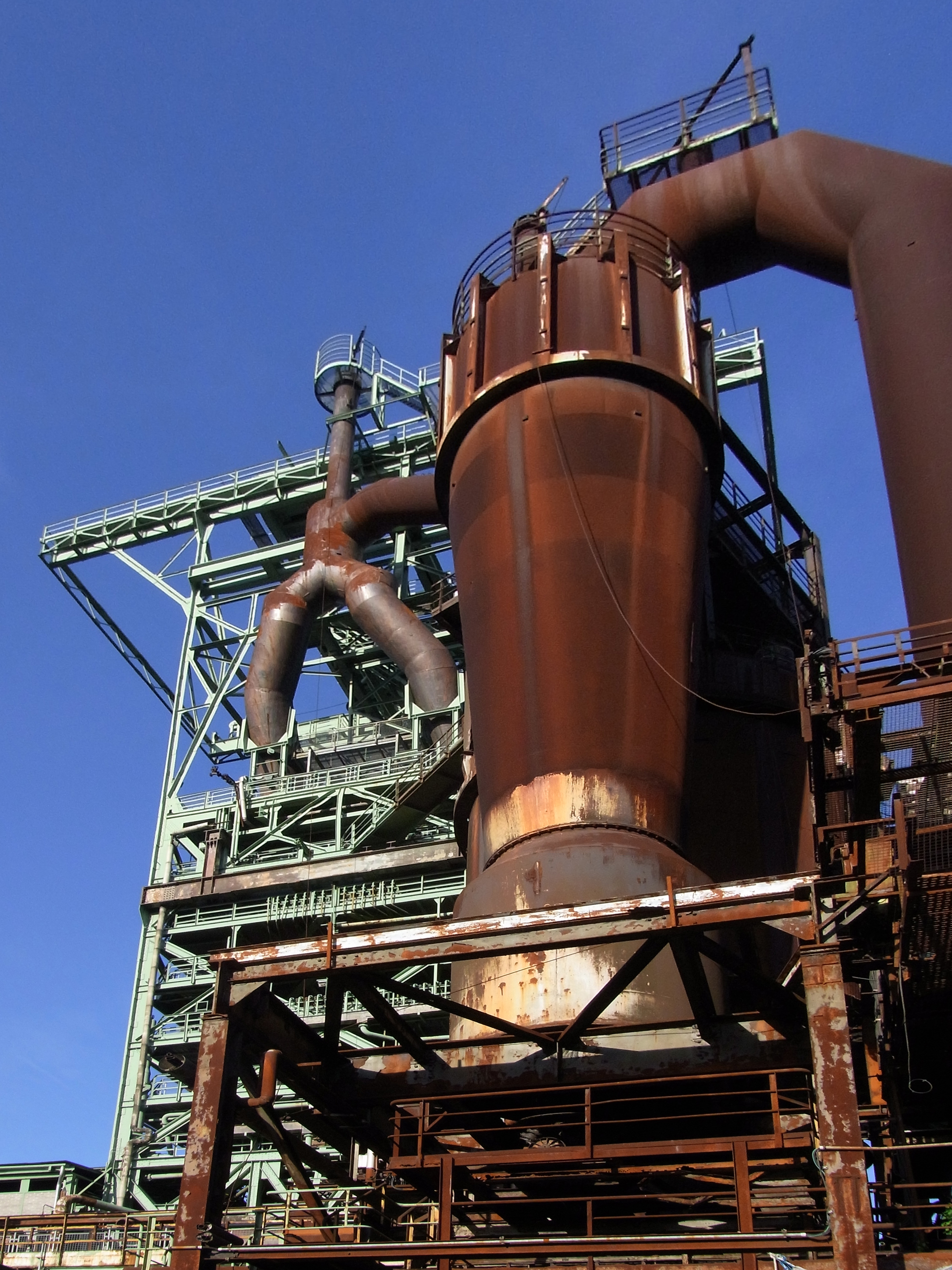
Gichtgasabsaugung und -wäsche am Hochofen 3 der ehemaligen Henrichshütte

Gichtgas (Hochofen-Gas) ist ein brennbares Kuppelgas aus beträchtlichen Anteilen Stickstoff von etwa 45–60 % und  Kohlenstoffdioxid von ca. 20–25 % und aus geringen Anteilen an den Brenngasen Kohlenstoffmonoxid von etwa 20–30 % und Wasserstoff von ca. 2–4 % mit einem geringen Heizwert von 3,35–4 MJ/m³.

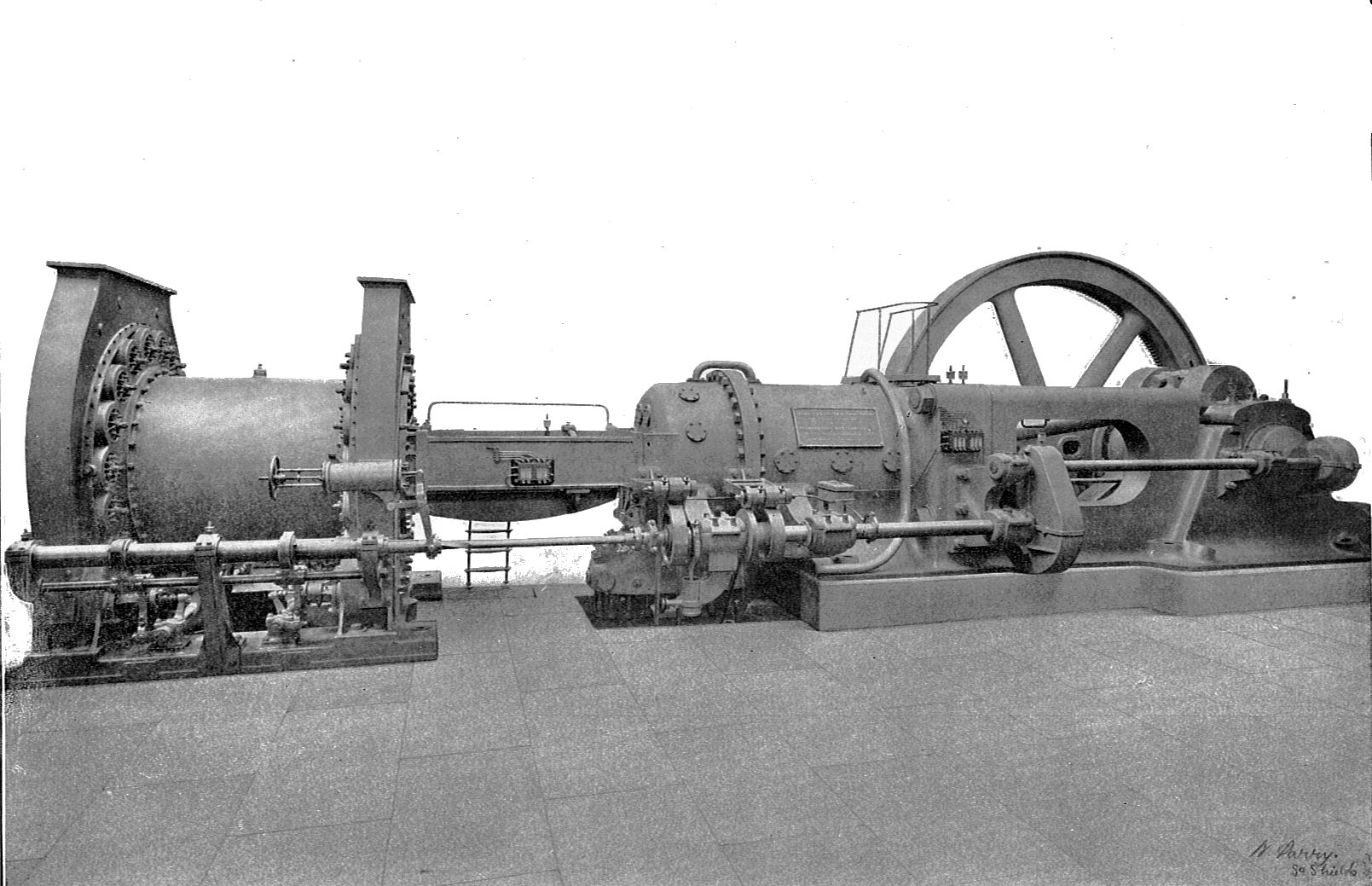
Historische mit Gichtgas angetriebene Tandem-Großgasmaschine (Aufnahme von 1905)

Es wird am oberen Schachtende des Hochofens – der Gicht – abgezogen und in einem Gichtgaswäscher gereinigt, wobei hauptsächlich Schwebeteilchen entfernt werden. Die Hochofenanlage nutzt das Gichtgas, um Kompressoren für die in den Hochofen eingeblasene Luft, den Wind, anzutreiben und diesen im Winderhitzer aufzuheizen. Einige Hüttenwerke nutzen das entstaubte Gichtgas zur Erzeugung von Prozessdampf zur Stromerzeugung mittels Dampfturbinen. Das Gichtgas wurde ehemals auch als Treibstoff z. B. für doppelt wirkende Tandem-Großgasmotoren mit Generatoren zur Stromerzeugung, der Beheizung von Glüh- und Wärmöfen und für die Unterfeuerung von Anlagen, insbesondere Koksöfen, genutzt.
Wegen des Anteils an Kohlenmonoxid ist Gichtgas sehr giftig. Bei einem Aufenthalt in der Nähe von Gichtgasleitungen gelten deshalb besondere Vorsichtsmaßnahmen.